# Meiße
Die Meiße ist ein 42 km langer rechter Nebenfluss der Aller in Niedersachsen (südwestliche Lüneburger Heide).

## Geographie

### Verlauf und Ursprung

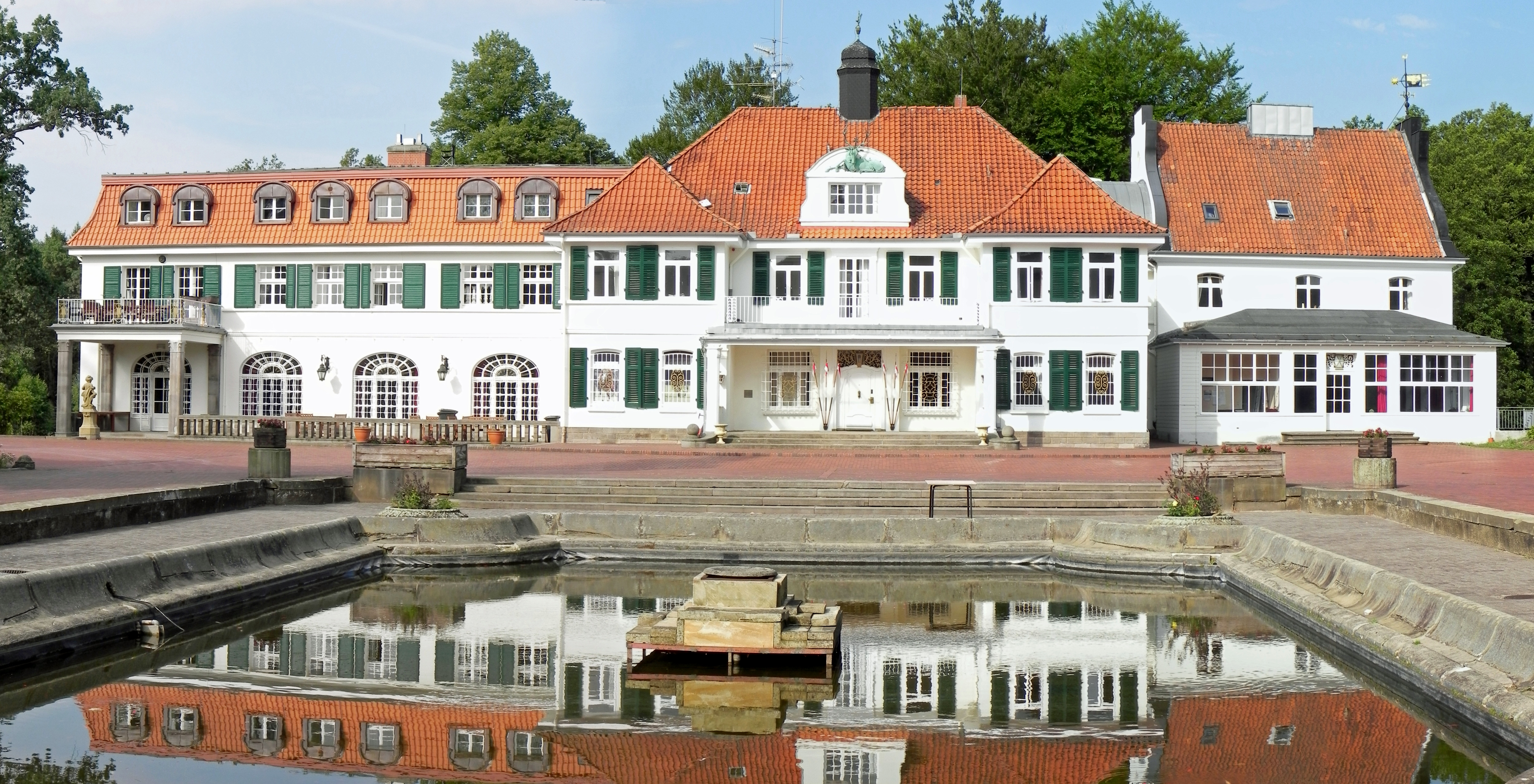
Schloss Bredebeck

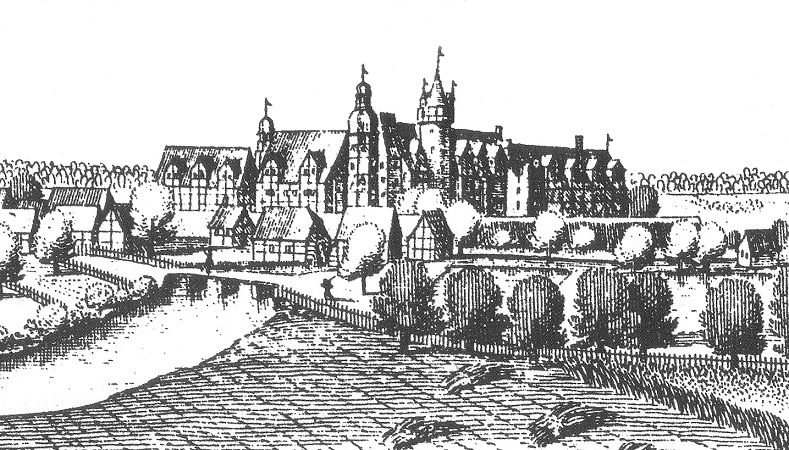
Die Meiße vor Schloss Hudemühlen 1654

Die Meiße entspringt südlich von Wietzendorf im unter Naturschutz stehenden Großen Moor bei Becklingen. Nach der vorletzten Eiszeit, der Saalekaltzeit, war die heutige obere Wietze noch der Oberlauf der Meiße. Die heutige scharfe Ostwendung der Wietze bei Wietzendorf entstand durch eine Flussanzapfung infolge rückschreitender Erosion zur parallelen, aber tiefer fließenden Örtze hin. Die Meiße fließt durch die Orte Bleckmar, Hasselhorst (Gemeindefreies Gebiet Lohheide), Belsen, Hörsten, Gudehausen und Hartmannshausen (alle drei gehören zum gemeindefreien Bezirk Lohheide), sowie durch Meißendorf und mündet nach rund 42 Kilometern Lauf südlich von Hodenhagen in die Aller.
Von links münden bei Belsen der Berger Bach, der durch die Stadt Bergen fließt, der kleine Geltteichsgraben und der Bruchbach, der im Gebiet der Meißendorfer Teiche entspringt. Rechte Nebenbäche sind der kleine Mühlenbach bei Bleckmar und der Liethbach, der bei Bredebeck (Gemeindefreier Bezirk Lohheide) aus dem Zusammenfluss von Forellenbach und Schwemmbeck entsteht.
Am Liethbach befindet sich das bis Mai 2015 von Briten genutzte Gästehaus Schloss Bredebeck (Teil des Lagers Bergen-Hohne), das auch schon Mitglieder der britischen Königsfamilie beherbergte. Kurz vor Hodenhagen münden von rechts zwei große, naturnahe Bäche ein, die an den Höhen der Falkenberg-Endmoräne auf dem Truppenübungsplatz Bergen entspringen und auf den letzten 3 Kilometern nur rund 250 Meter entfernt voneinander fließen. Der Meierbach ist im gut 700 Meter langen Meiersee gestaut, und im Tal des Hohe Bachs liegen die Sieben Steinhäuser. Kurz vor der Mündung in die Aller zweigt links die Hudemühlener Meiße ab und schließt mit dem Hauptarm die Keimzelle Hodenhagens ein, den leicht erhöhten Brink mit Flecken Hudemühlen und ehemaliger Burg.

## Zustand
Die Meiße hat überwiegend die Wasserqualität der Gewässergüteklasse II: mäßig belastet (betamesosaprob). Der Abschnitt bei Hasselhorst, am Ostrand des Truppenübungsplatzes Bergen, hat die Gewässergüteklasse II – III: kritisch belastet.

## Name
Das Hydronym ist in einer lateinischen Urkunde von 1296 als mesnam erstmals verschriftlicht worden. Es kann *Mesnaha (‘Bach mit den Meisen’) zugrunde liegen.

## Nutzung

### Wasserbauliche Veränderungen des Flusssystems
Das Flusssystem der Meiße besteht aus Entwässerungslinien, die vom Südhang der Falkenberg-Endmoräne herabkommen und sich in einer Niederung sammeln, die durch einen langen, schmalen Binnendünenzug vom Urstromtal der Aller getrennt wird. Die großen Hochmoore und der Dünenzug behindern den Abfluss, so dass umfangreiche Kanalbauten zur Entwässerung des Gebietes erfolgt sind. Nördlich der Autobahnraststätte Allertal (A7, E 45) überquert der Esseler Kanal die Meiße. Er entsteht aus Nordkanal und Südkanal, die beide das Ostenholzer Moor entwässern. Vor seiner Mündung in die Aller bei Hademstorf verstärkt ihn noch die Untere Drebber, die dem Nordrand des Dünenzugs folgt. Alle diese Gewässer gehören zum ursprünglichen Einzugsgebiet der Meiße, das durch den Bau dieser Kanäle um rund 41 km² verkleinert wurde. Weiter oberhalb führt der Allerplackgraben auch die Obere Drebber bei Bannetze der Aller zu; hierdurch wurde das Einzugsgebiet um weitere 61 km² verringert. Die mittlere Wasserführung der Meiße an der Mündung verringerte sich hierdurch von rund 3 m³/s auf rund 2,3 m³/s.

### Teichwirtschaft und Renaturierung

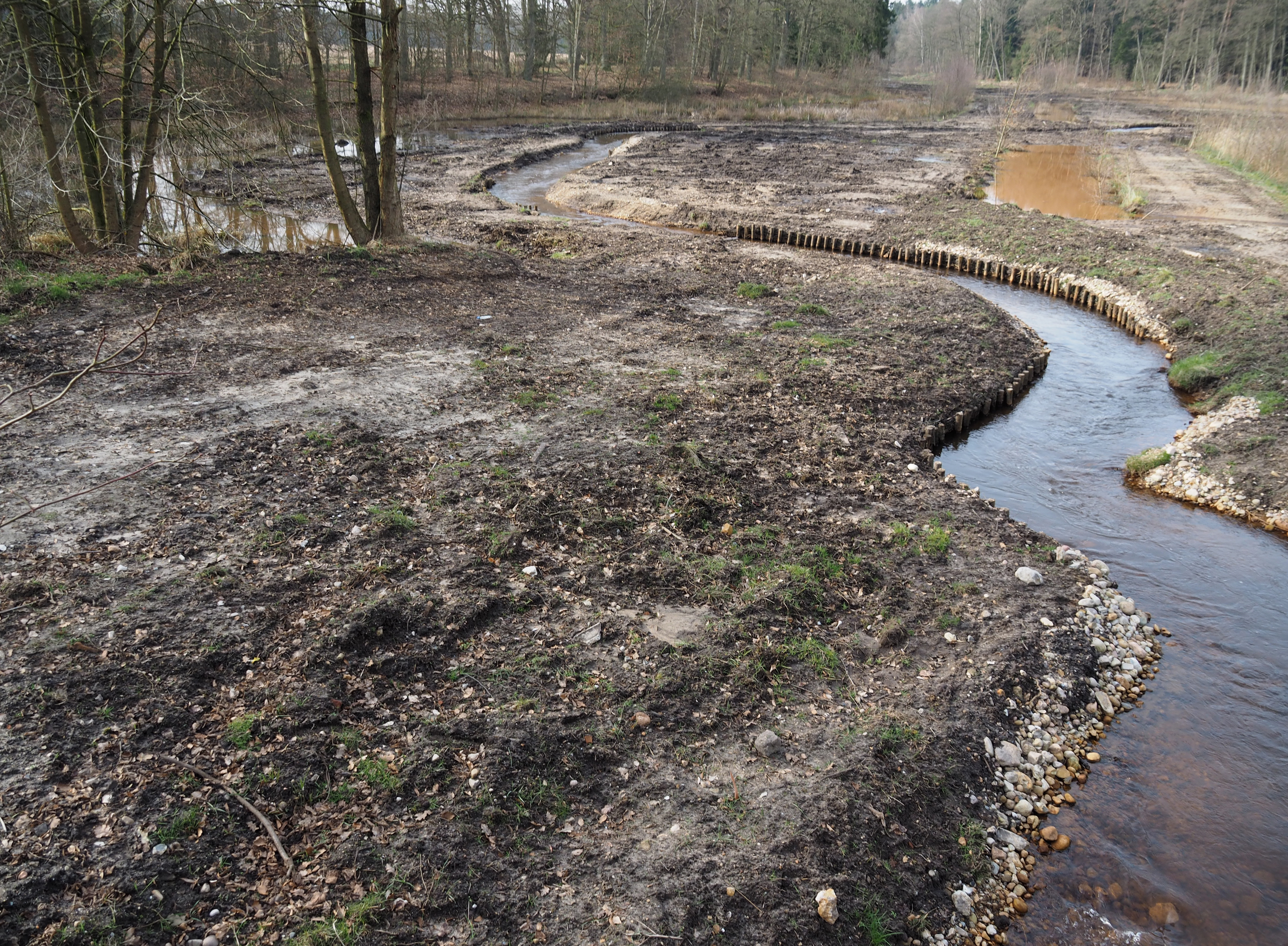
Renaturierter Liethbach nahe Schloss Bredebeck (2015)

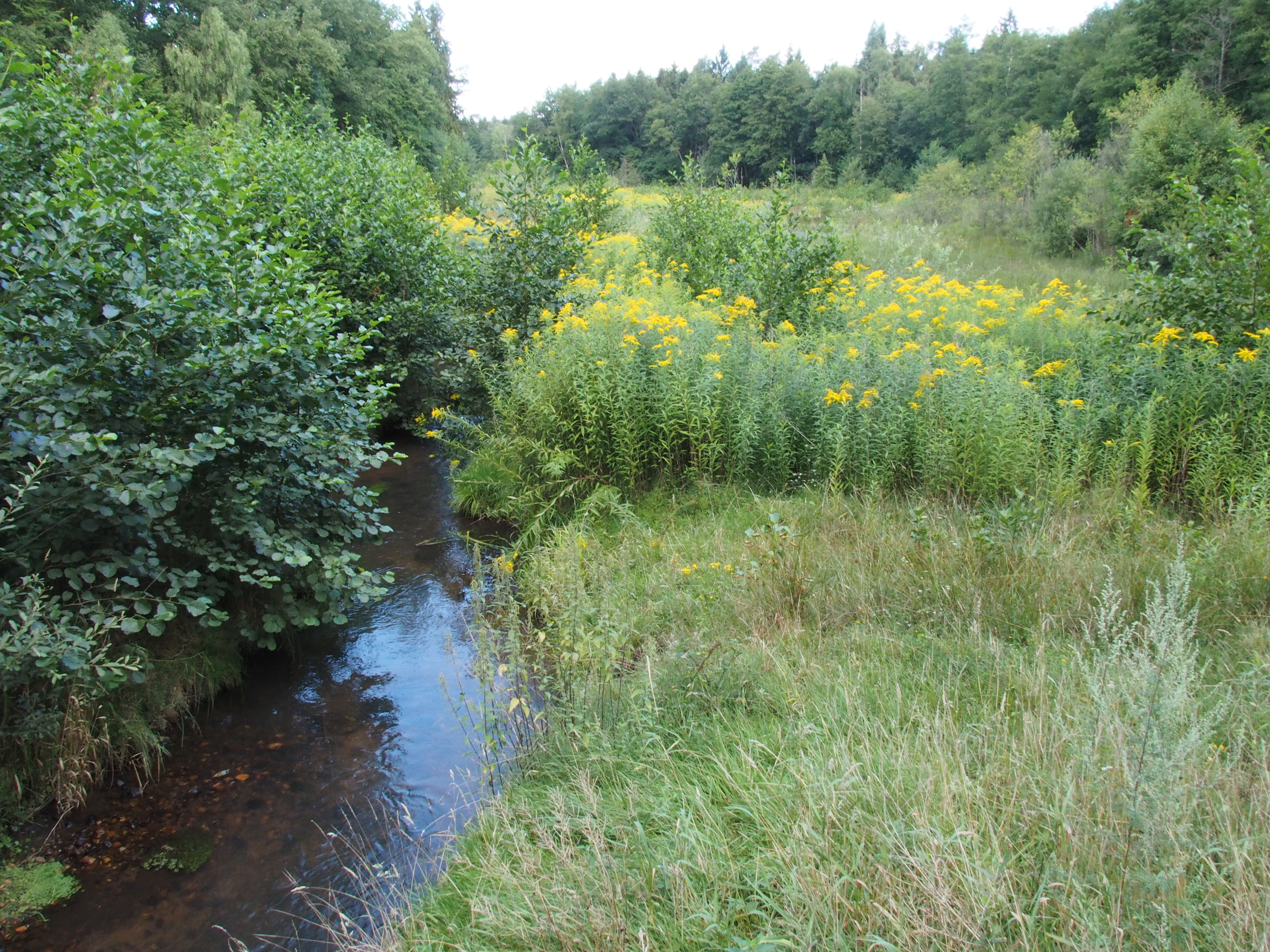
Der renaturierte Liethbach 2018

Bereits 1881 wurde beim Gut Sunder damit begonnen, die Meiße zu vertiefen und aufzustauen, um Teichwirtschaft zu betreiben. Im Laufe der Zeit entstanden auf 250 ha Fischteiche. Diese bilden heute einen Teil des Naturschutzgebietes Meißendorfer Teiche/Bannetzer Moor. Bis in die 1970er Jahre wurde hier auch eine Wassermühle mit Sägewerk betrieben. In der Umgebung wurden auf weiteren 250 ha Teiche angelegt. Bei Gudehausen (Gemeindefreier Bezirk Lohheide) wurde der Herrengraben gezogen, der viele dieser Teiche mit Wasser versorgt.
1998 begann der Landkreis Celle, Teile der Meiße wieder zu renaturieren. Im Westen des Gutes Sunder wurde ein etwa 900 m langer Abschnitt durch ein naturhaft gestaltetes Bett geleitet und der ehemals begradigte und vertiefte Bachabschnitt als Stillgewässer erhalten.
Im Bereich des Truppenübungsplatzes Bergen wurden seit 2011 am Oberlauf der Meiße und ihren Nebenbächen, dem Liethbach und dem Berger Bach, auf fast drei Kilometern umfangreiche Renaturierungsmaßnahmen durchgeführt. Mit den Maßnahmen soll die ökologische Durchgängigkeit wieder hergestellt werden. Verschiedene Teiche wurden sukzessive trockengelegt. Unter anderem die Teiche des Liethbaches, nordwestlich von Schloss Bredebeck, und die Teichanlage Hoppenstedt, am Zusammenfluss von Berger Bach und Meiße am westlichen Rand des Kasernengeländes. Im Teichgrund wurden naturnahe Bachstrukturen angelegt. Das Bachbett wurde teilweise verengt um die Fließgeschwindigkeit zu erhöhen. Kiesbänke wurden eingebaut und Bäume entfernt. Ein Bahndamm und ein hohes Wehr, mit einer Absturzhöhe von mehr als zwei Metern, mussten abgerissen werden. Bachforellen, Mühlkoppen und Bachneunaugen haben sich bereits wieder angesiedelt. Langfristig sollen hier wieder Flussneunaugen, Meerforellen oder Lachse zum Laichen kommen.
Der Unterhaltungsverband Meiße nahm 2012 mit diesen Maßnahmen am niedersächsischen Gewässerwettbewerb „Bach im Fluss“ teil und bekam hierfür als 2. Preis die „Silberne Bachperle“.

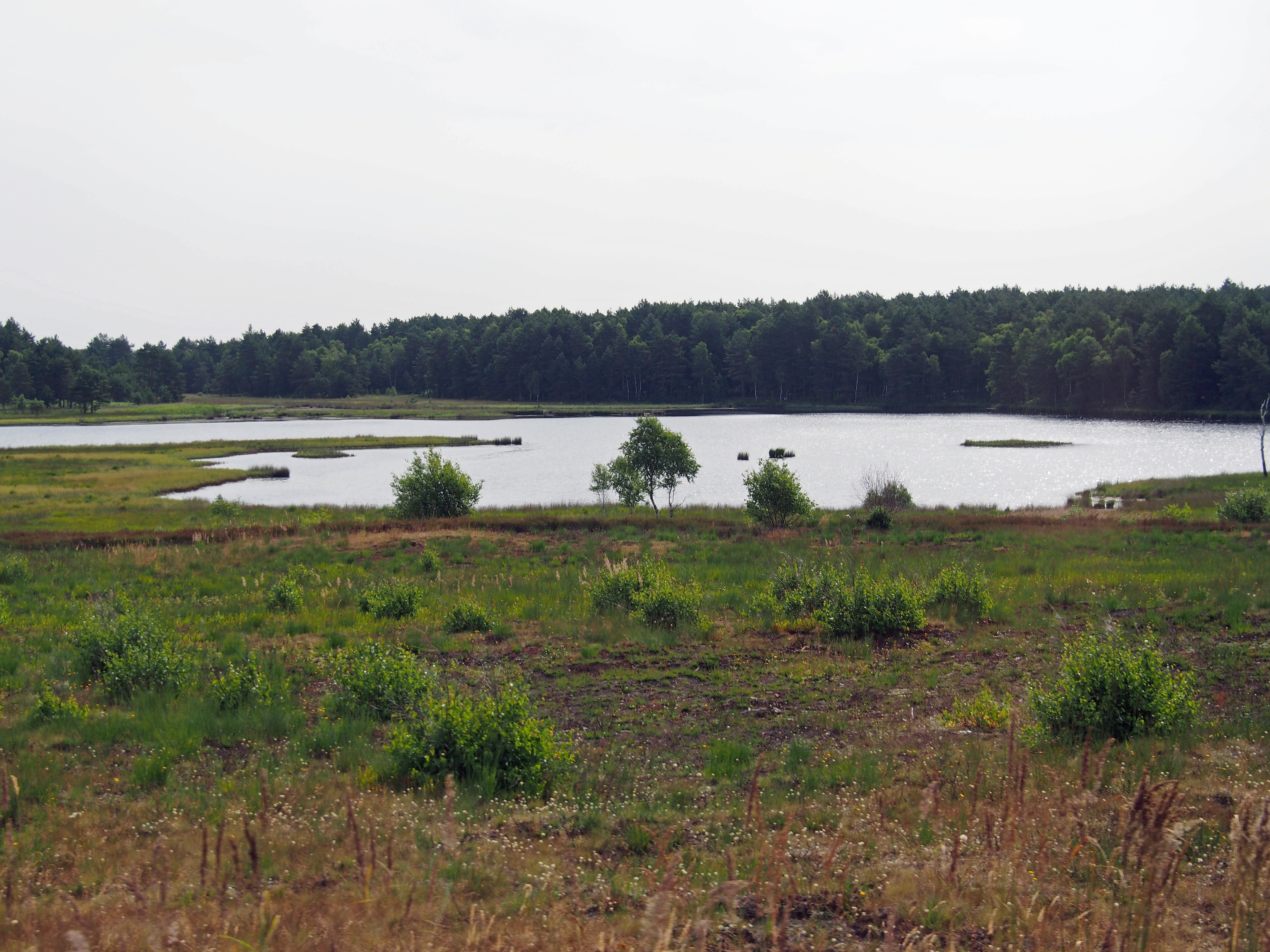
Der Meiersee auf dem Truppenübungsplatz Bergen
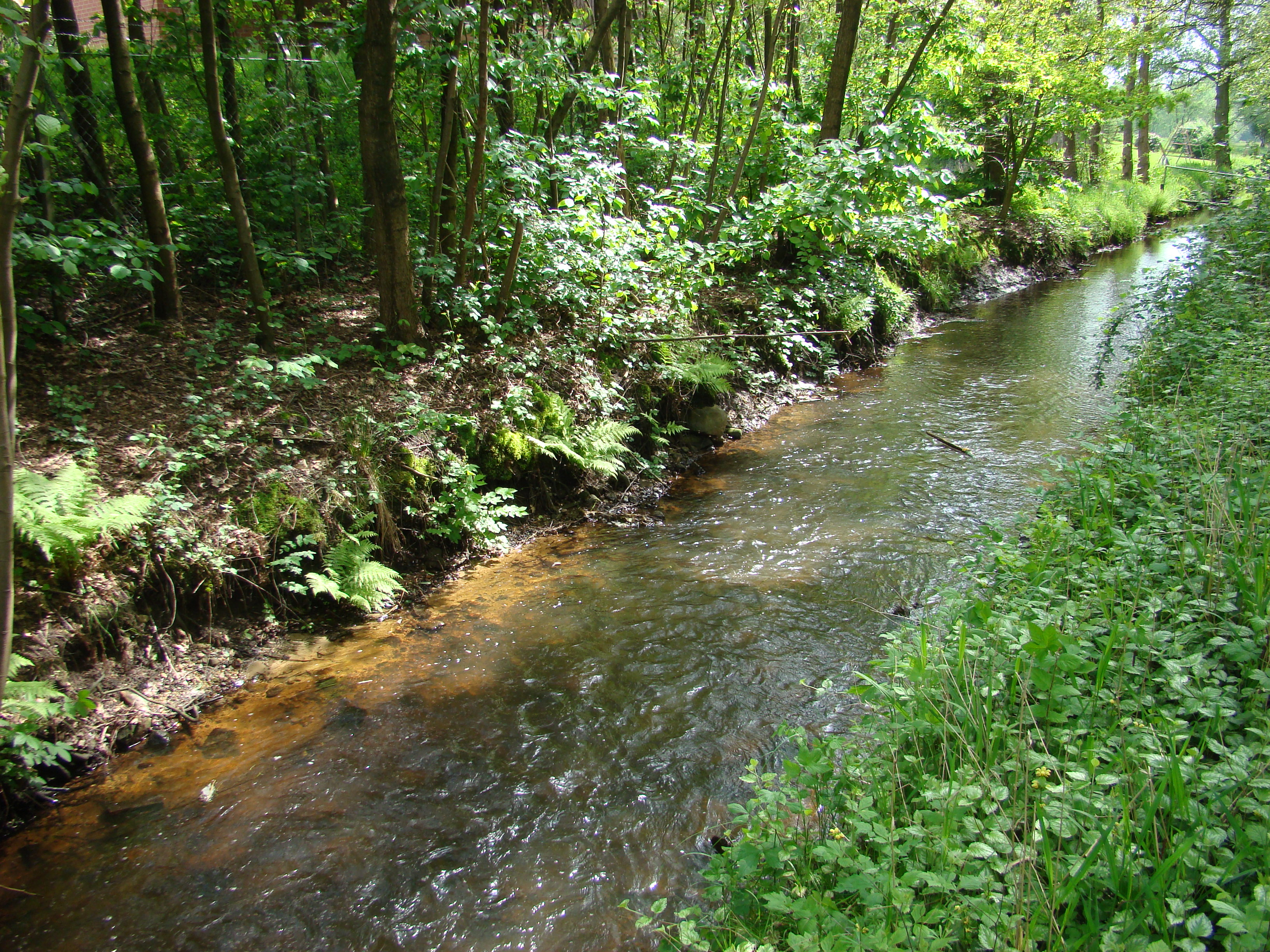
Die Meiße bei Bleckmar
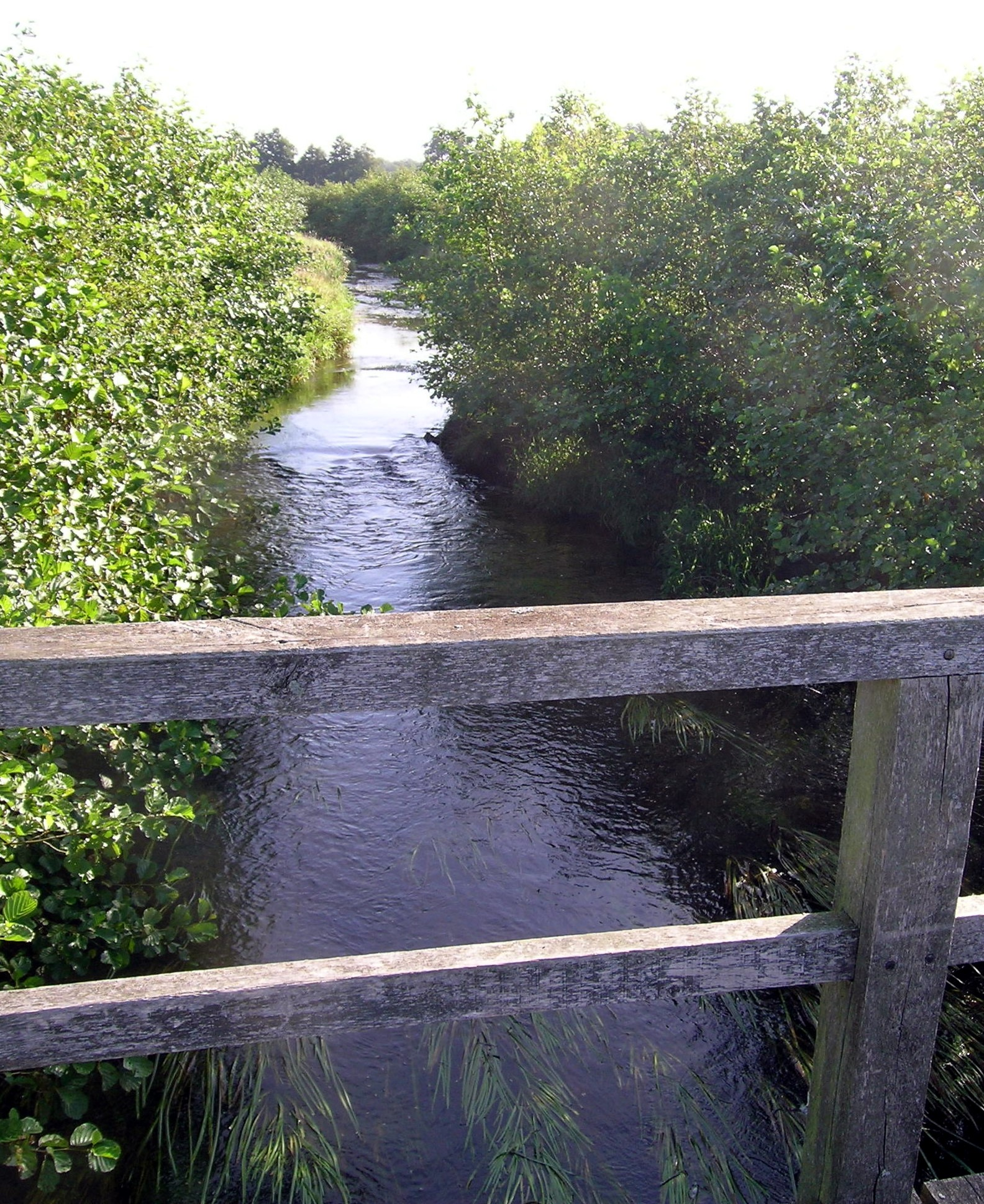
Die renaturierte Meiße bei den Meißendorfer Teichen
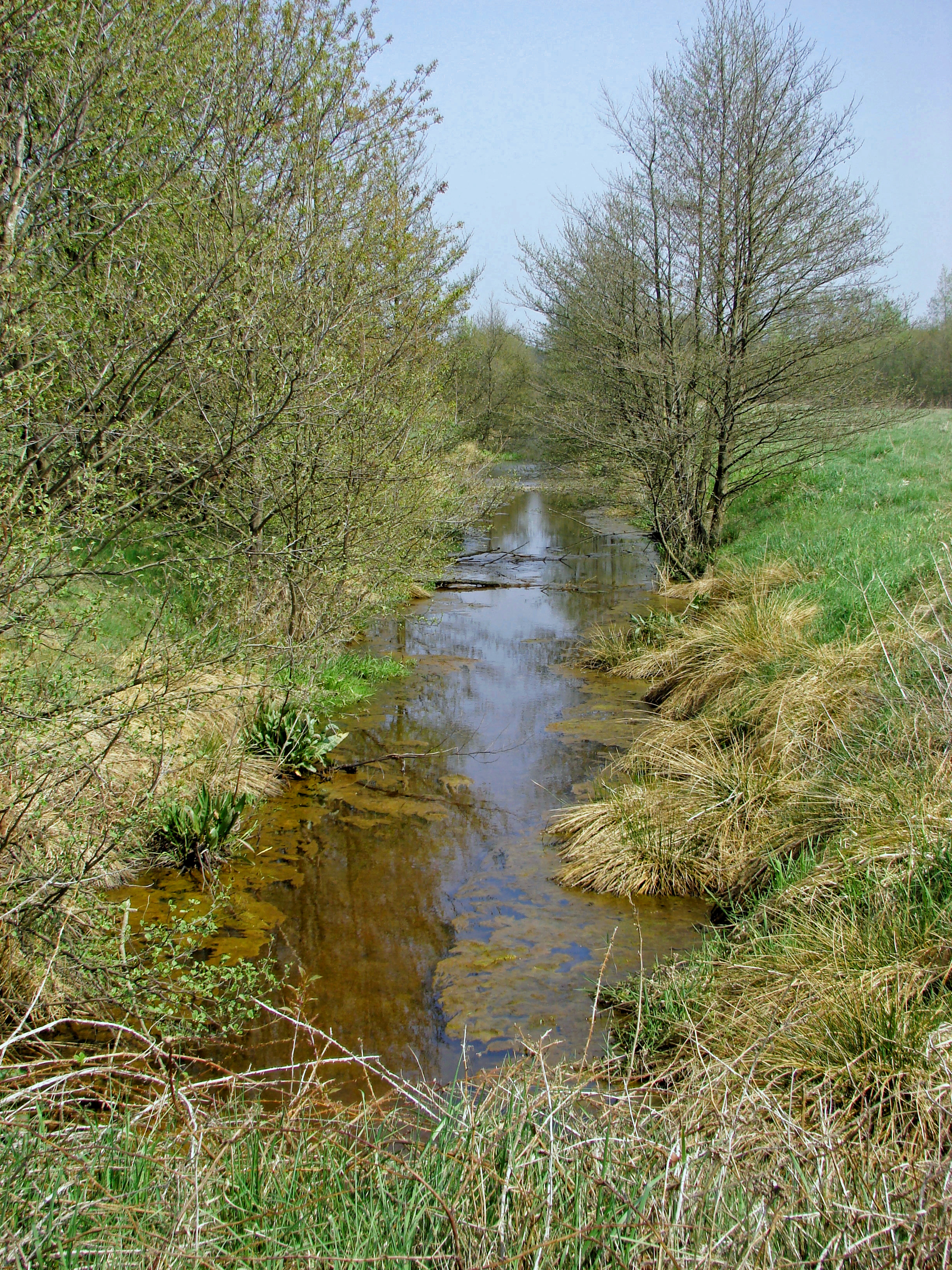
Altarm der Meiße als Stillgewässer
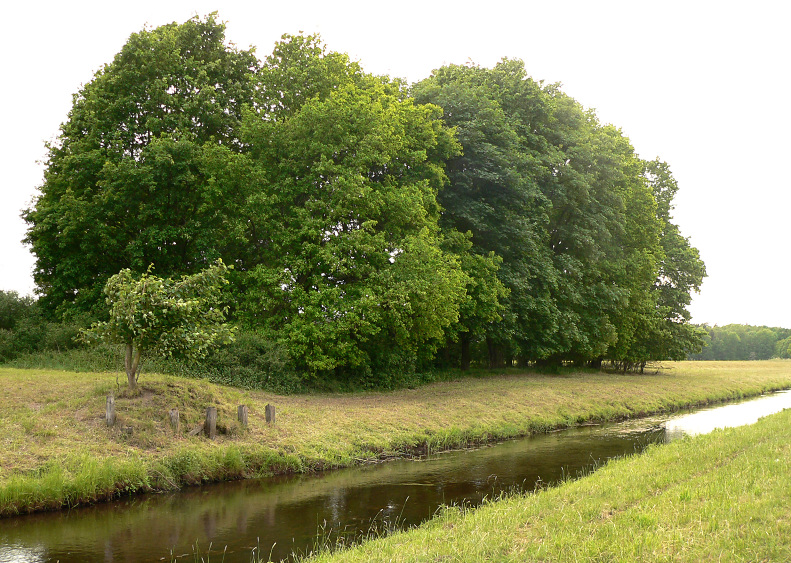
Standort der früheren Burg Hodenhagen in einem Wäldchen an der Meiße